# Fox Research Library
La Fox Research Library était un service d'archives de la 20th Century Fox, créé en 1923.
Le but initial de cette bibliothèque était de fournir aux cinéastes des ressources visuelles et contextuelles pour les projets de films et plus tard d'émissions télévisuelles de la Fox. Elle contenait les archives des productions de la Fox, des photos des lieux de tournage, des illustrations , des livres, des supports vidéos, des journaux et des magazines.
La Fox Research Library était à l'origine hébergé dans le Building 3 des Fox Studios à Los Angeles mais a déménagé dans les sous-sols du William Fox Building 89 à la fin des années 1970.
À la suite de l'achat de la Fox, Disney a annoncé le 1er août 2019, la fermeture de la Fox Research Library et sa fusion au 6 janvier 2020 avec les Walt Disney Archives,.